# Birmane (cheval)
Birmane (née le 4 avril 2011) est une jument Selle français de robe baie, monté en concours complet d'équitation par le cavalier français Thomas Carlile. Sélectionné pour participer aux Jeux olympiques de Tokyo en 2021, le couple n'y participe finalement pas en raison d'un problème de santé de Birmane. 

## Histoire
L'histoire de Birmane débute à Fontainebleau, par la rencontre entre Gérard Brescon, éleveur et propriétaire du haras de Béliard, et l'étalon belge Vargas de Sainte Hermelle, dont il souhaite avoir un poulain. Birmane naît le 4 avril 2011, à la S.C.E.A. De Béliard, à Ville d'Avray, en France. 
Birmane est montée par Thomas Carlile depuis ses débuts sur le cycle classique à l'âge de 4 ans, et fait ses débuts en 2015. Elle atteint la finale de Pompadour, montée cette fois par Cédric Lyard. En 2016 et 2016, elle remporte la finale du cycle classique. À six ans, elle termine troisième du championnat du monde de complet au Lion d'Angers. Lors du championnat du monde des 7 ans, elle chute sur l'un des derniers obstacles du cross.
Elle quitte les épreuves pour jeunes chevaux en 2019.
Le couple remporte le Grand National de complet de Vittel, en juin 2021.

### Participation aux Jeux olympiques de Tokyo 2020
Elle est sélectionnée comme titulaire, avec Thomas Carlile, aux Jeux olympiques d'été de 2020, mais souffre d'une myosite à Tokyo, ce qui l'empêche de participer à la compétition. Le couple est donc forfait pour ces JO,.

## Description
Birmane est une jument de robe baie, inscrite au stud-book du Selle français. Elle mesure 1,66 m à l'âge de quatre ans.
Thomas Carlile la décrit comme une jument dotée d'un fort caractère.

## Palmarès
Elle atteint un indice de concours complet (ICC) de 166 en 2020.
- Médaille de bronze individuelle aux championnats du monde de concours complet de 2017, au Lion-d'Angers[3]

## Origines
C'est une fille de l'étalon belge Vargas de Sainte Hermelle. Sa mère Royce de Kreisker est une fille de l'étalon Selle français Diamant de Semilly, de modèle « costaude et forte » d'après son propriétaire.